# Greip (maan)
Greip is een retrograde maan van Saturnus. De maan is ontdekt op 26 juni 2006 door Scott S. Sheppard, David Jewitt, Jan Kleyna, en Brian Marsden.

## De naam
De maan is genoemd naar de rijpreuzin Greip, dochter van Geirröd, uit de Noorse mythologie. Andere namen voor deze maan zijn S/2006 S4 en Saturnus LI.